# Pepenii Noi, Sîngerei
Pepenii Noi este un sat din cadrul comunei Pepeni din raionul Sîngerei, Republica Moldova.